# Краще пізно, ніж ніколи
«Краще пізно, ніж ніколи» (англ. Better Late Than Never) — американський телевізійний фільм 1979 року.

## Сюжет
Гаррі Ландерс, дратівливий пенсіонер, відмовляється підкорятися нудним правилам будинку престарілих. І тоді він вирішує все змінити і організувати справжнє повстання.

## У ролях
| Актор            | Роль                |
| ---------------- | ------------------- |
| Гарольд Гулд     | Гаррі Ландерс       |
| Строзер Мартін   | Джей Ді Ешкрофт     |
| Тайн Дейлі       | міміс Девіс         |
| Гаррі Морган     | містер Скотт        |
| Марджорі Беннетт | Марджорі Крейн      |
| Віктор Буоно     | доктор Золтан Полос |
| Джордж Гобел     | капітан Тейлор      |
| Жанетт Нолан     | Лавінія Левенталь   |
| Дональд Плезенс  | полковник Ріддл     |
| Ларрі Сторч      | шериф               |